# Abhorrence
Abhorrence est un groupe finlandais de death metal formé à l'origine en 1989.

## Histoire

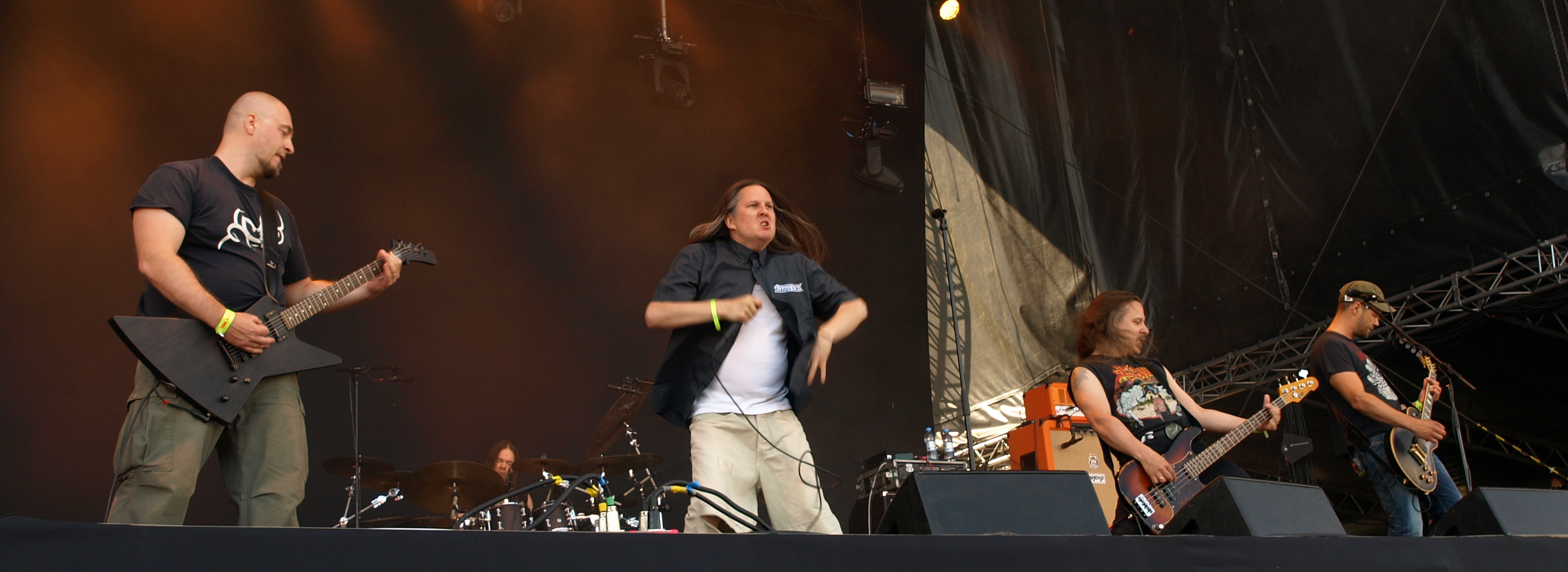
Abhorrence en concert à l'Open Air de Tuska 2013

Abhorrence a été formé au début de 1989 par les guitaristes Tomi Koivusaari (de Violent Solution) et Kalle Mattsson, le chanteur Jukka Kolehmainen et le bassiste Jussi Ahlroth (ces trois derniers ayant joué ensemble dans un groupe appelé Disaster), ainsi que le batteur Kimmo Heikkinen. Pendant un certain temps, ils ont joué sous plusieurs noms différents jusqu'à ce qu'ils se fixent sur Abhorrence, donnant des dizaines de concerts aux côtés de groupes comme Xysma, Disgrace et Funebre. Après avoir enregistré et sorti une cassette démo, intitulée Vulgar Necrolatry, ils ont sorti un EP 7" sur Seraphic Decay Records. Sans contrat écrit d'aucune sorte, le groupe a perdu toutes les bandes maîtresses et d'éventuels revenus futurs.
Après plusieurs autres concerts en Finlande, une courte visite en Norvège (un concert et une "soirée pyjama" chez le groupe de black metal Mayhem) avec leur second batteur Mika Arnkil (en congé d'Antidote), le groupe se sépare en 1990. Koivusaari a continué à jouer dans Amorphis.
En 2012, Svart Records a publié tous leurs enregistrements sur CD et vinyle. La compilation Completely Vulgar comprend la démo et le EP du groupe en versions partiellement remasterisées, ainsi qu'un enregistrement live de 1990. La version double LP comporte également des enregistrements de répétitions lo-fi. Les deux versions comprennent deux titres inédits.
En 2013, le groupe s'est reformé pour trois représentations, avec tous les membres originaux, à l'exception du nouveau batteur Rainer Tuomikanto. Ils ont donné trois concerts, d'abord au Bar Loose à Helsinki (sous le nom de Bob Horrence) avec Deathchain. Les autres représentations ont eu lieu au Tuska Open Air Metal Festival et au Hammer Open Air Festival.
La performance au festival de Tuska a été enregistrée et publiée sous le nom de Totally Vulgar - Live at Tuska 2013 live album en 2017, toujours par Svart Records. Le groupe s'est formé pour soutenir la sortie de l'album live, avec Waltteri Väyrynen à la batterie. Ils ont effectué une courte tournée de quatre dates en Finlande avec Demilich et ont ensuite participé au festival Nummirock.
Début 2018, le groupe a annoncé qu'il avait écrit de nouvelles musiques et a conclu un accord avec Svart Records, concernant la sortie d'un EP plus tard dans l'année. Ils ont joué certaines de ces nouvelles compositions lors des concerts du dix février au Torvi Bar de Lahti et du 24 mars au club Kuudes Linja à Helsinki, avec le soutien de Corpse Molester Cult.

## Style musical
Abhorrence jouait un Death Metal assez traditionnel avec des solos de guitare et des blast beats brutaux. En même temps, il y avait aussi de nombreuses parties lentes inspirées par le Doom Metal. Les principales influences ont été Morbid Angel, Bolt Thrower et Carcass. Ainsi, Abhorrence est stylistiquement très similaire à Amorphis. Le chant est très profond et guttural. La qualité de la production de toutes les sorties est volontairement très mauvaise. Les paroles décrivent souvent des visions sanguinaires. 

## Réception
Malgré leur courte existence, Abhorrence est considéré comme un groupe de death metal finlandais extrêmement connu. Le fanzine espagnol PitchLINE-Zine écrit : "Abhorrence est sans aucun doute l'un des groupes les plus célèbres de la scène finlandaise old-school death metal". Matthias Herr décrit Abhorrence comme un "groupe culte" dans son encyclopédie du Heavy Metal, Abhorrence a également été l'un des premiers groupes finlandais de death metal.
Le titre le plus célèbre d'Abhorrence, Vulgar Necrolatry, a été publié par Amorphis avec Jukka Kolehmainen comme chanteur invité sur le deuxième album Amorphis en 1991, sur Privilege of Evil en 1993 et sur la réédition en 2003 du premier album The Karelian Isthmus. Le groupe finlandais Stench of Decay joue régulièrement Vulgar Necrolatry lors de concerts.

## Membres

### Actuellement
- Jussi "Juice" Ahlroth - basse (1989-présent)
- Tomi Koivusaari - guitare (1989-présent)
- Jukka Kolehmainen - chant (1989-présent)
- Kalle Mattsson - guitare (1989-présent)
- Waltteri Väyrynen - batterie (2016-présent)

### Anciennement
- Rainer "Raikku" Tuomikanto - batterie (2013)
- Mika "Arkki" Arnkil - Batterie (1990)
- Kimmo Heikkinen - batterie (1989-1990)

## Discographie
- Vulgar Necrolatry (demo, 1989)
- Abhorrence 7" (EP, 1990)
- Completely Vulgar (CD/2LP, compilation, Svart Records 2012)
- Totally Vulgar – Live at Tuska 2013 (CD/LP, live, Svart Records 2017)
- Megalohydrothassalophobic (CD/EP, Svart Records 2018)

Les parutions officielles sont disponibles en streaming sur Bandcamp.

## Sources
- (en) Cet article est partiellement ou en totalité issu de l’article de Wikipédia en anglais intitulé « Abhorrence » (voir la liste des auteurs).